# 시그마 대수
측도론에서 시그마 대수(σ代數, 영어: sigma-algebra)는 가산 상한과 하한을 갖는 불 대수이다. 시그마 대수의 원소 위에 측도를 정의할 수 있다.

## 정의

### 시그마 대수
불 대수 {\displaystyle \Sigma }에 대하여 다음 두 조건이 서로 동치이며, 이를 만족시키는 불 대수를 (추상적) 시그마 대수(영어: (abstract) sigma-algebra)라고 한다.:§2.3:Definition 1
- (가산 상완비성) {\displaystyle \Sigma }의 임의의 가산 부분 집합은 상한을 갖는다.
- (가산 하완비성) {\displaystyle \Sigma }의 임의의 가산 부분 집합은 하한을 갖는다.

### 시그마 대수 준동형
두 시그마 대수 {\displaystyle \Sigma }, {\displaystyle \Sigma '} 사이의 시그마 대수 준동형(영어: sigma-algebra homomorphism) {\displaystyle f\colon \Sigma \to \Sigma '}은 다음 조건들을 만족시키는 함수이다.
- 임의의 가산 부분 집합 {\displaystyle A\subseteq \Sigma }에 대하여, {\displaystyle \textstyle f(\bigvee A)=\bigvee f(A)}이다. (특히, {\displaystyle A=\varnothing }일 경우, {\displaystyle f(\bot _{\Sigma })=\bot _{\Sigma '}}이다.)
- 임의의 가산 부분 집합 {\displaystyle A\subseteq \Sigma }에 대하여, {\displaystyle \textstyle f(\bigwedge A)=\bigwedge f(A)}이다. (특히, {\displaystyle A=\varnothing }일 경우, {\displaystyle f(\top _{\Sigma })=\top _{\Sigma '}}이다.)
- 임의의 원소 {\displaystyle s\in \Sigma }에 대하여, {\displaystyle \textstyle f(\lnot s)=\bigvee f(\lnot s)}이다.

여기서 {\displaystyle \top }과 {\displaystyle \bot }은 각각 최대 원소와 최소 원소를 뜻한다.
시그마 대수와 시그마 대수 준동형은 구체적 범주 {\displaystyle \operatorname {\sigma Alg} }를 이룬다.

### 시그마 아이디얼
시그마 대수 {\displaystyle \Sigma }의 시그마 아이디얼(영어: sigma-ideal)은 다음 조건들을 만족시키는 순서 아이디얼 {\displaystyle I\subseteq \Sigma }이다.:Definition 2.3.7
- 가산 상한에 대하여 닫혀 있다. 즉, 임의의 가산 부분 집합 {\displaystyle I'\subseteq I}에 대하여, {\displaystyle \textstyle \sup _{\Sigma }I'\in I}이다.

불 대수는 가환환을 이루며, 불 대수의 순서 아이디얼은 아이디얼을 이룬다. 따라서 몫 불 대수 {\displaystyle \Sigma /I}를 정의할 수 있으며, {\displaystyle I}가 시그마 아이디얼이라면 이는 시그마 대수를 이룬다. 이를 몫 시그마 대수 {\displaystyle \Sigma /I}라고 한다.:Definition 2.3.7

## 성질

### 함의 관계
다음과 같은 함의 관계가 성립한다.
|             |   |                |   | 완비 격자 | ⇐ | 완비 헤이팅 대수 | ⇐ | 완비 불 대수 |
|             |   |                |   |           |   |                  |   | ⇓            |
|             |   |                |   | ⇓         |   | ⇓                |   | 시그마 대수  |
|             |   |                |   |           |   |                  |   | ⇓            |
| 원순서 집합 | ⇐ | 부분 순서 집합 | ⇐ | 유계 격자 | ⇐ | 헤이팅 대수      | ⇐ | 불 대수      |

### 분배 법칙
시그마 대수 {\displaystyle \Sigma }의 원소 {\displaystyle a,b_{0},b_{1},\dots \in \Sigma }에 대하여, 다음이 성립한다.:(1)
{\displaystyle a\land \bigvee _{i=0}^{\infty }b_{i}=\bigvee _{i=0}^{\infty }(a\land b_{i})}
{\displaystyle a\lor \bigwedge _{i=0}^{\infty }b_{i}=\bigwedge _{i=0}^{\infty }(a\lor b_{i})}

### 크기
기수 {\displaystyle \kappa }에 대하여 다음 세 조건이 서로 동치이다.
- {\displaystyle |B|=\kappa }인 완비 불 대수 {\displaystyle B}가 존재한다.
- {\displaystyle |B|=\kappa }인 시그마 대수 {\displaystyle B}가 존재한다.
- 만약 {\displaystyle \kappa }가 무한 기수라면, {\displaystyle \kappa ^{\aleph _{0}}=\kappa }이다. 만약 {\displaystyle \kappa }가 유한 기수라면, {\displaystyle \kappa =2^{n}}인 기수 {\displaystyle n}이 존재한다.

특히, 무한 시그마 대수의 크기는 항상 {\displaystyle 2^{\aleph _{0}}} 이상이며, 가산 무한 시그마 대수는 존재하지 않는다. (직접적으로, 이는 모든 무한 불 대수는 가산 무한 반사슬을 갖는데, 가산 완비성에 따라 이 반사슬의 부분 집합들의 상한(또는 하한)들의 수는 {\displaystyle 2^{\aleph _{0}}}이기 때문이다.)
특히, 모든 유한 시그마 대수는 (유한 불 대수이므로) 그 크기가 2의 거듭제곱이며, 어떤 유한 집합 {\displaystyle S}의 멱집합 {\displaystyle {\mathcal {P}}(S)}와 동형이다.

### 루미스-시코르스키 표현 정리
루미스-시코르스키 표현 정리(Loomis-Sikorski表現定理, 영어: Loomis–Sikorski representation theorem)에 따르면, 임의의 (추상적) 시그마 대수 {\displaystyle \Sigma }에 대하여,
{\displaystyle \Sigma \cong \Sigma '/I}
가 되는
- 집합 {\displaystyle X}
- 시그마 대수 {\displaystyle \Sigma '\subseteq {\mathcal {P}}(X)}
- {\displaystyle \Sigma '}의 시그마 아이디얼 {\displaystyle I\subseteq \Sigma '}

가 존재한다.:2.3.10:167, Theorem 5.8:255, Theorem XI.3 그러나 일반적으로 {\displaystyle I=\varnothing }이 아닐 수 있다. 즉, 멱집합의 부분 시그마 대수로 나타낼 수 없는 시그마 대수가 존재한다.

### 범주론적 성질
시그마 대수의 범주는 (가산 무한 개의 항을 가진 연산을 갖는) 대수 구조 다양체 범주이므로, 완비 범주이자 쌍대 완비 범주이며, 또한 자유 시그마 대수가 존재한다.

## 예
집합 {\displaystyle X}의 멱집합은 완비 불 대수이므로 시그마 대수이다.

### 측도 공간
가측 공간 {\displaystyle (X,\Sigma )}에서, {\displaystyle \Sigma \subseteq {\mathcal {P}}(X)}는 정의에 따라 {\displaystyle {\mathcal {P}}(X)}의 부분 시그마 대수이다.
측도 공간 {\displaystyle (X,\Sigma ,\mu )}에서, {\displaystyle \mu }-영집합들의 족
{\displaystyle \operatorname {Null} (X,\Sigma ,\mu )=\{S\in \Sigma \colon \mu (S)=0\}}
은 {\displaystyle \Sigma }의 시그마 아이디얼을 이루며, {\displaystyle \Sigma /\operatorname {Null} (X,\Sigma ,\mu )}는 시그마 대수를 이룬다.

### 구체적이지 않은 시그마 대수
폐구간의 보렐 시그마 대수 {\displaystyle \operatorname {Borel} ([0,1])}에서, 르베그 측도가 0인 보렐 집합들의 족은 시그마 아이디얼 {\displaystyle \operatorname {Null} ([0,1])\subseteq \operatorname {Borel} ([0,1])}을 이룬다. 그 몫 시그마 대수 {\displaystyle \operatorname {Borel} ([0,1])/\operatorname {Null} ([0,1])}는 멱집합 시그마 대수의 부분 시그마 대수로 나타낼 수 없다.:Proposition 2.3.9

## 역사와 어원
"시그마 대수"라는 이름에서, 시그마(σ)는 "가산 무한"을 뜻한다.:Remark 1.4.13 즉, 임의의 불 대수에서 유한 집합의 상한·하한이 존재하는 조건을 가산 집합으로 강화한 것이다.
루미스-시코르스키 표현 정리는 린 해럴드 루미스(영어: Lynn Harold Loomis, 1915~1994)와 로만 시코르스키(폴란드어: Roman Sikorski, 1925~1983):256, Theorem 5.3가 증명하였다.